# Barawa (Schiff)
Die Barawa war ein in Deutschland gebautes Frachtschiff der Zansibar-Mail-Line of Steamers des Sultans von Sansibar, das auch von der deutschen Kriegsmarine genutzt wurde.

## Geschichte
Die Barawa, benannt nach der Stadt Barawa in Somalia, wurde 1885 von der Flensburger Schiffbau-Gesellschaft gebaut unter der Baunummer 80 für die Zansibar-Mail-Line of Steamers des Sultans von Sansibar.
Die Zansibar-Mail-Line of Steamers, ansässig auf der ostafrikanischen Insel Sansibar, vercharterte 1888 das Schiff an die Kaiserliche Marine für die Versorgung ihres Blockadegeschwaders vor Ostafrika. Wegen des Araberaufstandes von 1888 blockierten Kriegsschiffe von Deutschland, England und Italien die ostafrikanische Küste gegen den Sklavenhandel der Araber und gegen den Waffenschmuggel zu den Aufständischen nach Ostafrika.
Im Mai 1889 gab die Marine das Schiff weiter an die Wissmann-Flotte. Die Wissmann-Flotte, benannt nach dem für die Niederschlagung des Aufstandes zuständigen Reichskommissar Hermann von Wissmann, war mit der Landung und Versorgung der deutschen Truppen an der ostafrikanischen Küste betraut.
Im Januar 1892 ging die Barawa zurück an die Zansibar-Mail-Line of Steamers.
Wahrscheinlich 1909 ist die Barawa abgebrochen worden.  